# Lucy Hobbs Taylor

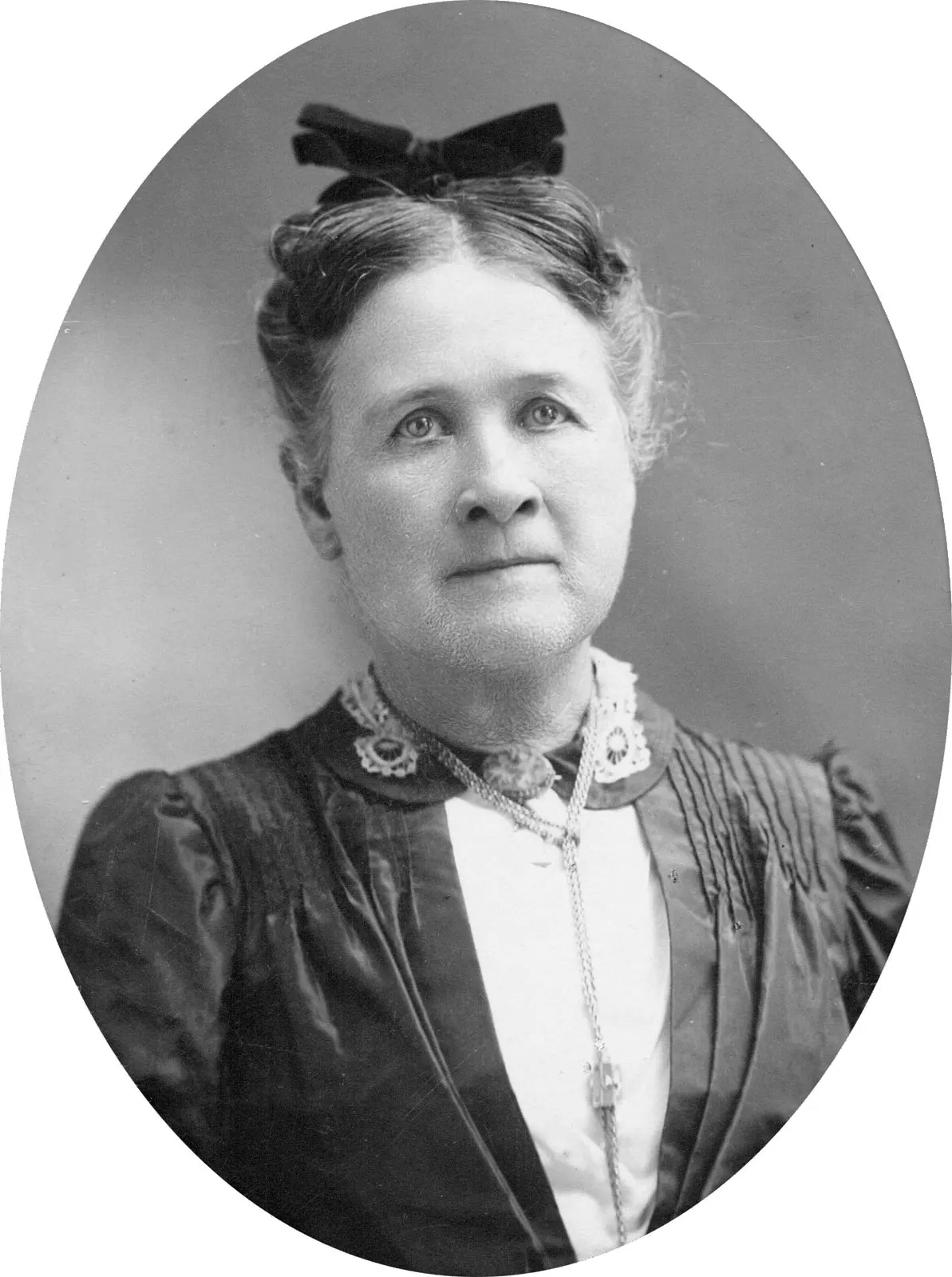
Lucy-Hobbs-Taylor, 1903

 Lucy Beaman Hobbs Taylor (* 14. März 1833 in Constable, New York; † 3. Oktober 1910 in Lawrence, Kansas, USA) war eine US-amerikanische Zahnärztin. Sie war die erste Frau der Welt, die einen Abschluss in Zahnmedizin erwarb.

## Leben und Werk

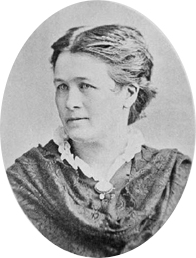
Lucy Hobbs Taylor

Taylor war das siebte von zehn Kindern des Bauern Benjamin Hobbs und Lucy Beaman Hobbs. 1843 starb ihre Mutter und ihr Vater heiratete die Tante seiner Frau, die zwei Jahre später starb. Ihr Vater meldete Taylor und ein weiteres seiner zehn Kinder an der Franklin Academy in Malon an. Dort wohnte und studierte sie vier Jahre lang. Danach unterrichtete sie zehn Jahre lang als Lehrerin in Brooklyn im Jackson County in Michigan.

## Ausbildung
1859 zog sie nach Cincinnati und bewarb sich am Eclectic Medical College. Hier wurde ihr als Frau jedoch die Aufnahme verweigert. Nachdem sie ein Empfehlungsschreiben von Charles Bonsal, dem Präsidenten der Cincinnati Dental Association, erhalten hatte, suchte sie nach einem Zahnarzt, der sie ausbilden würde. Zu dieser Zeit war eine Ausbildung eine notwendige Voraussetzung für die Zulassung zum Studium der Zahnmedizin. Sie konnte für drei Monate bei Jonathan Taft, Dekan des Ohio College of Dental Surgery, in dessen Praxis studieren und erhielt dann eine Ausbildung bei Samuel Wardle, einem Absolventen des Ohio College of Dental Surgery. Sie finanzierte ihre Ausbildung durch Nähen in den Abendstunden. Im März 1861 beantragte sie die Aufnahme am Ohio College of Dental Surgery, wurde jedoch erneut abgelehnt. Sie eröffnete ihre eigene Praxis ohne einen Abschluss, was damals üblich war.
Da der Bürgerkrieg begann, zog sie von Cincinnati nach Bellevue (Iowa), einer Grenzstadt am Westufer des Mississippi River. Nachdem sie dort ein Jahr lang als Zahnärztin praktiziert hatte, war sie finanziell in der Lage, sich für 100 Dollar einen Behandlungsstuhl zu leisten. Sie zog dann nach McGregor, Iowa, wo sie im ersten Jahr einen Gewinn von 3000 US-Dollar erzielte. Zu einer Zeit, als der durchschnittliche Lohn auf dem Bauernhof weniger als 20 Dollar pro Woche betrug, war sie eine wohlhabende Frau in dieser Grenzgemeinde.

## Mitglied der Iowa State Dental Society und erste professionelle Zahnärztin in den Vereinigten Staaten
1865 erhielt sie eine Einladung von dem ersten Dekan der Zahnmedizinabteilung der University of Iowa, Lumen Church Ingersoll, an einem Treffen der Iowa State Dental Society teilzunehmen. Obwohl sie nicht über den erforderlichen Abschluss als Zahnärztin verfügte, wurde sie als Mitglied der Gesellschaft gewählt und zu einem Treffen des amerikanischen Zahnarztkongresses in Chicago eingeladen.
Bei dem Treffen stellten Zahnärzte aus Iowa einen formellen Antrag auf ihre Zulassung zum College, und das Ohio Dental College gab dem Antrag statt. Am 1. November 1865 begann sie am Ohio College of Dental Surgery ihr Studium. Sie schloss es aufgrund ihres jahrelangen Studiums und ihrer Erfahrung nach vier Monaten ab und erhielt am 21. Februar 1866 einen Doctor of dental surgery (D.D.S.). Anschließend zog sie nach Chicago, wo sie eine Praxis eröffnete. Im Mai desselben Jahres wurde sie als Mitglied in die Illinois State Dental Association aufgenommen und war die erste professionelle Zahnärztin in den Vereinigten Staaten. 
Im April 1867 heiratete sie den Bürgerkriegsveteranen James Myrtle Taylor, der als Maler in den Eisenbahnwerkstätten der Chicago & Northwestern Railroad arbeitete. Sie bildete ihn zum Zahnarzt aus und zog mit ihm nach Lawrence, Kansas, wo sie mit ihm bis zu seinem Tod 1886 eine Praxis führte.
Nach dem Tod ihres Mannes reduzierte Taylor schrittweise ihre Zahnarztpraxis und verbrachte mehr Zeit mit Wohltätigkeitsarbeit bei der Rebekah Lodge des Independent Order of Odd Fellows und beim Women’s Relief Corps der Grand Army of the Republic Auxiliary.
Taylor eröffnete 1895 wieder ihre Praxis, die sie bis zu ihrem Tod betrieb. Sie starb 1910 im Alter von 77 Jahren in Lawrence, Kansas.

## Ehrungen
Die American Association of Women Dentists würdigt seit 1983 herausragende Frauen in der Zahnmedizin mit dem Lucy Hobbs Taylor Award.